# IC 565
IC 565 ist eine Spiralgalaxie vom Hubble-Typ Sc im Sternbild Löwe nördlich der Ekliptik. Sie ist schätzungsweise 257 Millionen Lichtjahre von der Milchstraße entfernt und hat einen Durchmesser von etwa 120.000 Lichtjahren.
Im selben Himmelsareal befinden sich u. a. die Galaxien IC 568 und IC 570.
Das Objekt wurde am 16. Dezember 1893 vom französischen Astronomen Stéphane Javelle entdeckt.